# Sächsisches Verwaltungsnetz
Das Sächsische Verwaltungsnetz (SVN) ist das Kommunikationsnetz des Freistaates Sachsen, bestehend aus einem Weitverkehrsnetz, welches die informationstechnischen Netze der Behörden verbindet (SVN-Kernnetz), und die in diesem Zusammenhang bereitgestellten Telekommunikationsdienste (SVN-Dienste wie z. B. Sprach-, Videokonferenz- und Datendienste). Es ist an das öffentliche Fest- und Mobilfunknetz angeschlossen.